# LP Underground 9: Demos
LP Underground 9: Demos è l'undicesimo EP del gruppo musicale statunitense Linkin Park, pubblicato il 3 dicembre 2009 dalla Machine Shop Recordings.

## Descrizione
Nono EP pubblicato dal fan club ufficiale del gruppo, LP Underground, LP Underground 9: Demos contiene nove demo registrate durante le fasi di registrazione dei primi tre album in studio Hybrid Theory, Meteora e Minutes to Midnight. Tra questi brani è presente anche l'inedito Across the Line, successivamente pubblicato nell'edizione deluxe digitale di Minutes to Midnight pubblicata nel 2013.
LP Underground 9: Demos è stato il primo disco del fan club ad essere stato reso disponibile per il download digitale e nel formato LP, nonché il primo ad essere stato commercializzato anche in Europa e in Giappone, dove il disco è stato venduto nel formato jewel case al posto del card sleeve utilizzato dalla sesta edizione del fan club ufficiale.

## Tracce
Testi e musiche di Linkin Park, eccetto dove indicato.
1. A-Six (Original Long Version 2002) – 3:52
2. Faint (Demo 2002) – 3:11
3. Sad ("By Myself" Demo 1999) – 1:08
4. Fear ("Leave Out All the Rest" Demo 2006) – 2:49
5. Figure.09 (Demo 2002) – 3:24
6. Stick and Move ("Runaway" Demo 1998) – 0:55 (musica: Linkin Park, Mark Wakefield)
7. Across the Line (Unreleased Demo 2007) – 3:11
8. Drawing ("Breaking the Habit" Demo 2002) – 3:32
9. Drum Song ("Little Things Give You Away" Demo 2006) – 4:50

## Formazione
Hanno partecipato alle registrazioni, secondo le note di copertina:
Gruppo
- Chester Bennington – voce (tracce 2, 5 e 7), cori (traccia 9)
- Mike Shinoda – voce (tracce 2, 4, 5 e 9), chitarra, pianoforte, tastiera
- Brad Delson – chitarra
- Phoenix – basso
- Rob Bourdon – batteria
- Joe Hahn – giradischi, campionatore

Produzione
- Don Gilmore – produzione (traccia 1)
- Linkin Park – produzione (traccia 1)
- Rick Rubin – produzione (traccia 7)
- Mike Shinoda – produzione (traccia 7)
- Neal Avron – missaggio (traccia 7)
- Brian "Big Bass" Gardner – mastering
- Frank Maddocks – direzione artistica, grafica
- Ethan Mates – fotografia

## Classifiche
| Classifica (2010) | Posizione massima |
| ----------------- | ----------------- |
| Austria           | 73                |
| Germania          | 66                |
| Giappone          | 23                |
| Svizzera          | 29                |